# Viện bảo tàng Khoa học và Tự nhiên Quốc gia
Viện Bảo Tàng Khoa Học và Tự Nhiên Quốc gia (国立科学博物館 Kokuritsu Kagaku Hakubutsukan) nằm ở phía Đông Bắc của công viên Ueno tại Tokyo. Hoạt động từ năm 1871, có nhiều cái tên, bao gồm Bảo tàng Giáo dục, Bảo tàng Tokyo, Bảo tàng khoa học Tokyo, Bảo tàng Khoa học Nhật Bản Quốc Gia, và đổi tên thành Viện Bảo Tàng Khoa Học và Tự Nhiên Quốc gia vào năm 2007. Viện được trùng tu vào những năm 1990 và 2000, trong khi có rất nhiều các di chứng lịch sử cũng như các kinh nghiệm khoa học.

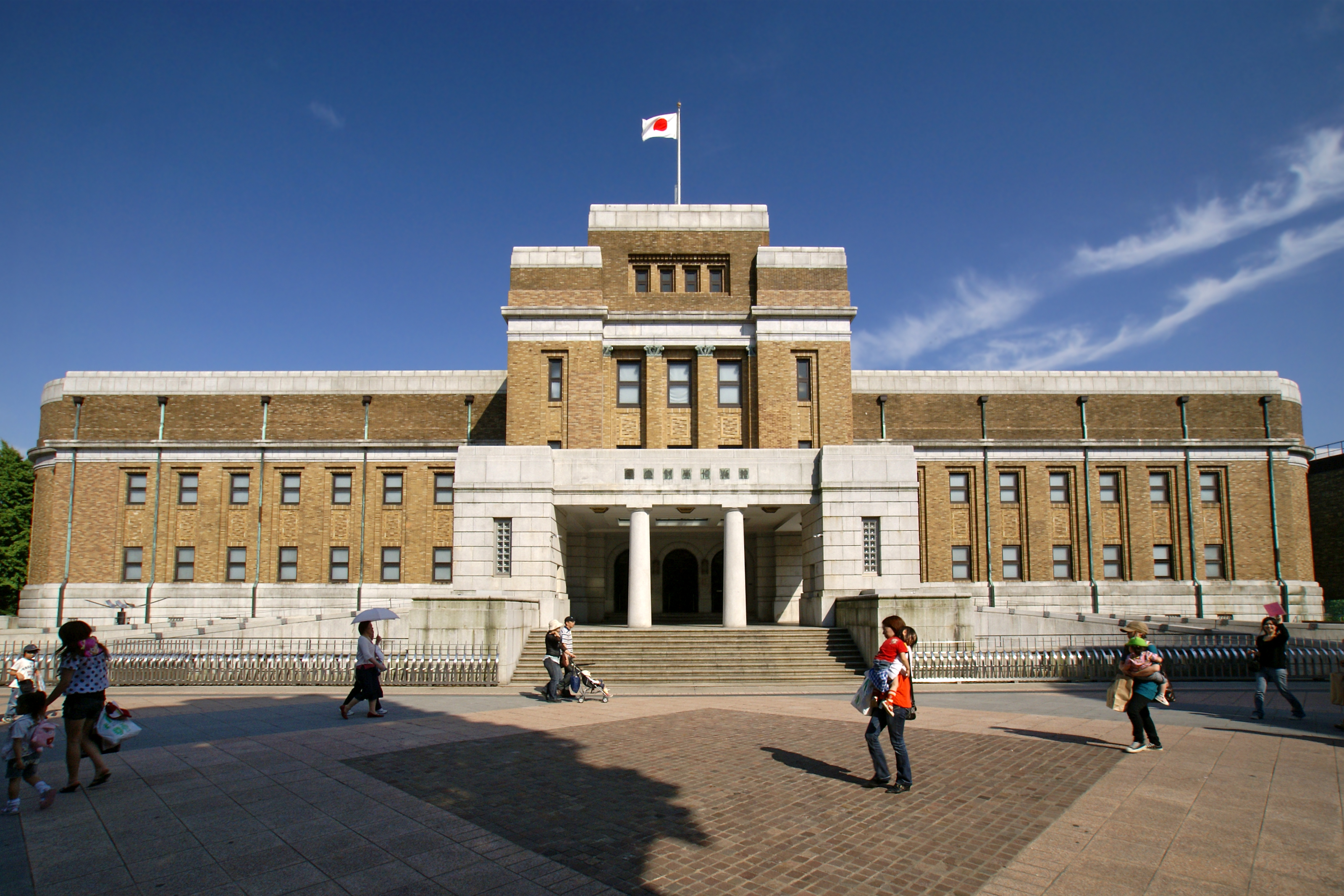
Viện Bảo Tàng Khoa Học và Tự Nhiên Quốc gia,Tokyo

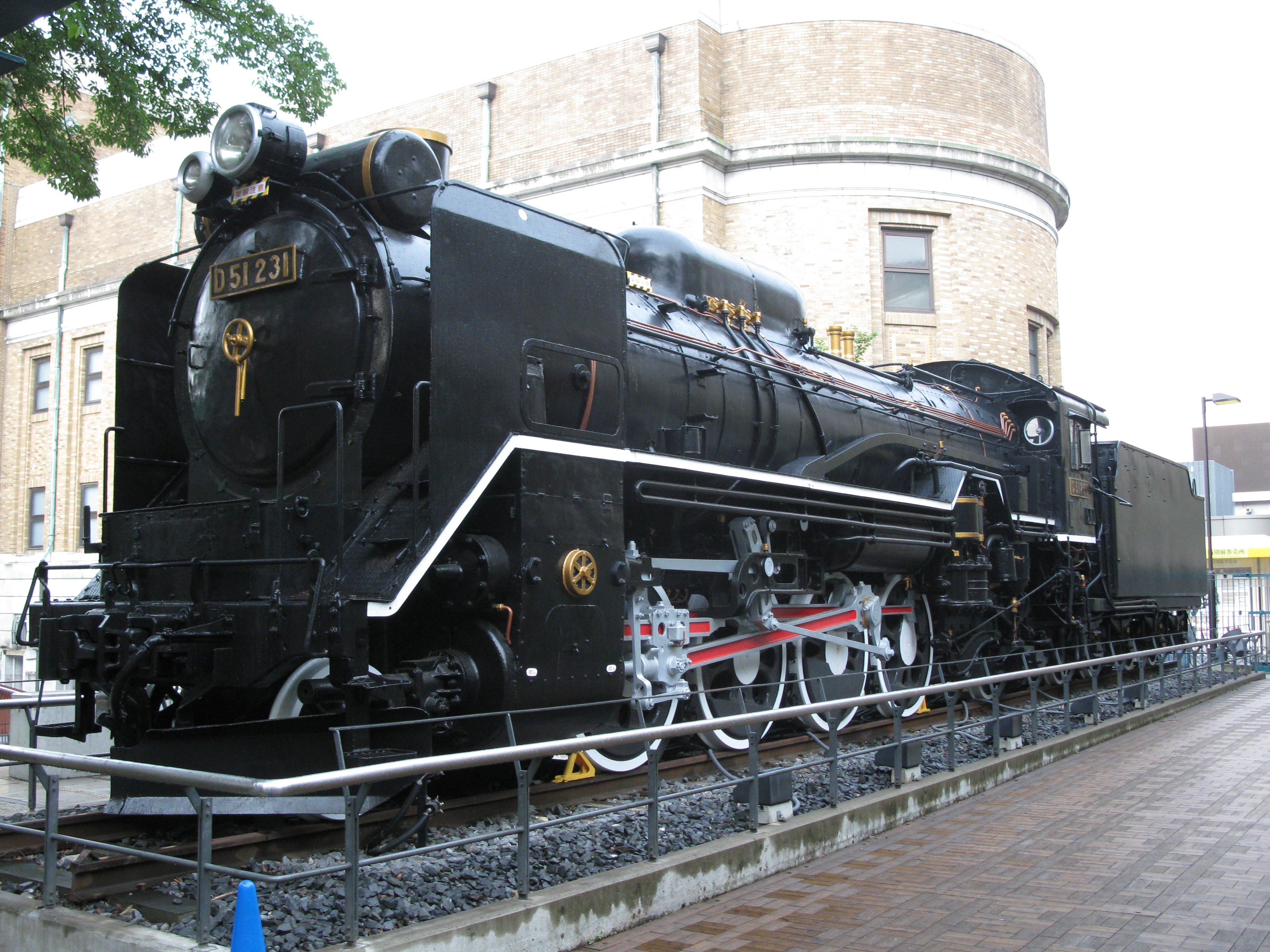
Đầu máy hơi nước trước Viện Bảo Tàng Khoa Học và Tự Nhiên Quốc gia.

Viện có rất nhiều triển lãm khoa học về đầu thời kỳ Minh Trị ở Nhật Bản.